# Qiandongnan

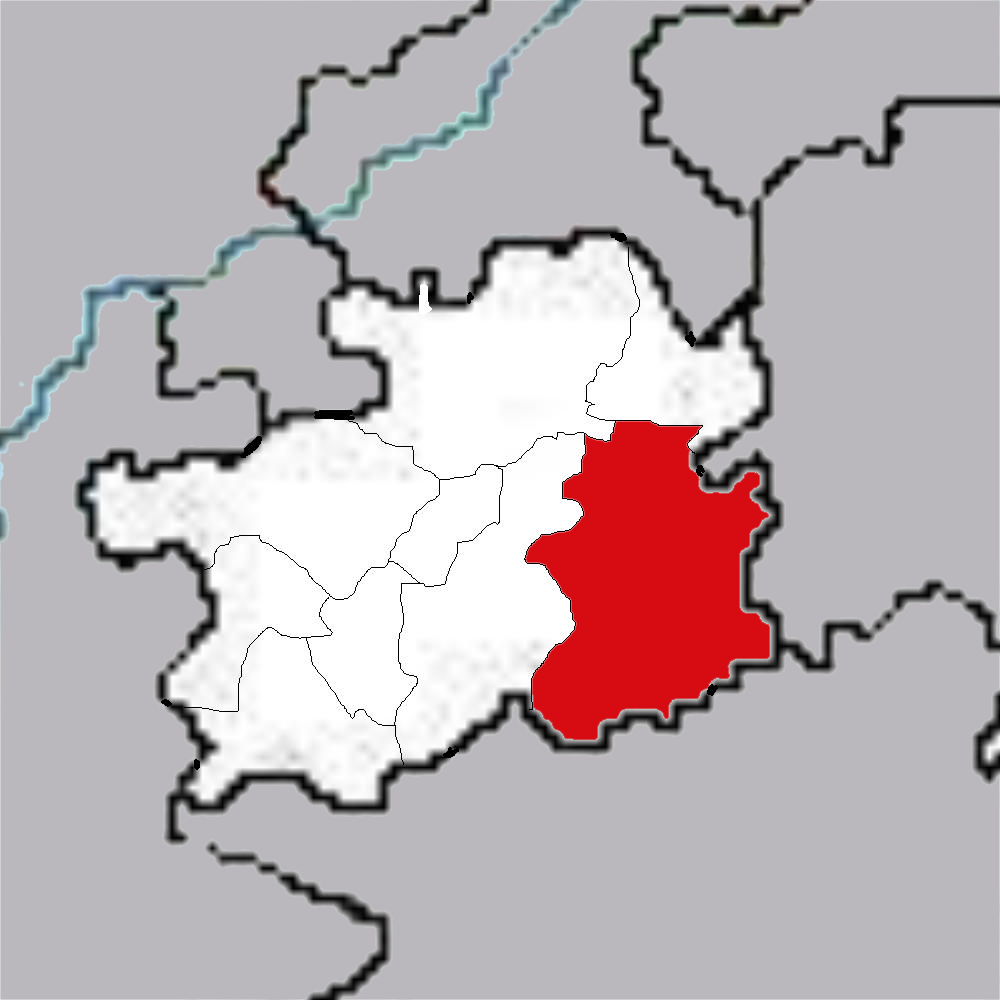
Lage Qiandongnans in Guizhou

Der autonome Bezirk Qiandongnan der Miao und Dong (黔東南苗族侗族自治州,  Qiándōngnán Miáozú Dòngzú zìzhìzhōu) liegt im Südosten der chinesischen Provinz Guizhou. Qiandongnan hat eine Fläche von 30.267 km² und 3.758.622 Einwohner (Stand: Zensus 2018; Bevölkerungsdichte: 124 Einw./km²). Seine Hauptstadt ist Kaili.

## Administrative Gliederung
Der autonome Bezirk setzt sich auf Kreisebene aus einer Stadt und 15 Kreisen zusammen. Diese sind (Stand: Ende 2018):
- Stadt Kaili (凱里市), 1.569 km², 547.100 Einwohner, Hauptstadt;
- Kreis Huangping (黄平县), 1.670 km², 266.800 Einwohner, Hauptort: Großgemeinde Xinzhou (新州镇);
- Kreis Shibing (施秉县), 1.536 km², 132.700 Einwohner, Hauptort: Großgemeinde Chengguan (城关镇);
- Kreis Sansui (三穗县), 1.030 km², 157.700 Einwohner, Hauptort: Großgemeinde Bagong (八弓镇);
- Kreis Zhenyuan (镇远县), 1.895 km², 206.800 Einwohner, Hauptort: Großgemeinde Wuyang (潕阳镇);
- Kreis Cengong (岑巩县), 1.470 km², 163.100 Einwohner, Hauptort: Großgemeinde Siyang (思旸镇);
- Kreis Tianzhu (天柱县), 2.190 km², 264.700 Einwohner, Hauptort: Großgemeinde Fengcheng (凤城镇);
- Kreis Jinping (锦屏县), 1.616 km², 156.200 Einwohner, Hauptort: Großgemeinde Sanjiang (三江镇);
- Kreis Jianhe (剑河县), 2.179 km², 183.400 Einwohner, Hauptort: Großgemeinde Gedong (革东镇);
- Kreis Taijiang (台江县), 1.080 km², 112.800 Einwohner, Hauptort: Großgemeinde Taigong (台拱镇);
- Kreis Liping (黎平县), 4.411 km², 394.700 Einwohner, Hauptort: Großgemeinde Defeng (德凤镇);
- Kreis Rongjiang (榕江县), 3.296 km², 290.300 Einwohner, Hauptort: Großgemeinde Guzhou (古州镇);
- Kreis Congjiang (从江县), 3.220 km², 294.600 Einwohner, Hauptort: Großgemeinde Bingmei (丙妹镇);
- Kreis Leishan (雷山县), 1.202 km², 118.700 Einwohner, Hauptort: Großgemeinde Danjiang (丹江镇);
- Kreis Majiang (麻江县), 961 km², 124.200 Einwohner, Hauptort: Großgemeinde Xingshan (杏山镇);
- Kreis Danzhai (丹寨县), 943 m², 124.400 Einwohner, Hauptort: Großgemeinde Longquan (龙泉镇).

## Ethnische Gliederung der Bevölkerung (2000)
Beim Zensus im Jahr 2000 hatte Qiandongnan 3.844.697 Einwohner.
| Name des Volkes                              | Einwohner | Anteil  |
| -------------------------------------------- | --------- | ------- |
| Miao                                         | 1.594.939 | 41,48 % |
| Dong                                         | 1.207.197 | 31,4 %  |
| Han                                          | 742.109   | 19,3 %  |
| Sui                                          | 62.492    | 1,63 %  |
| Bouyei                                       | 40.148    | 1,04 %  |
| Tujia                                        | 39.512    | 1,03 %  |
| She                                          | 37.315    | 0,97 %  |
| ethnische Zugehörigkeit noch nicht definiert | 32.109    | 0,84 %  |
| Mulam                                        | 25.286    | 0,66 %  |
| Zhuang                                       | 25.257    | 0,66 %  |
| Yao                                          | 24.753    | 0,64 %  |
| Yi                                           | 5707      | 0,15 %  |
| Hui                                          | 2389      | 0,06 %  |
| Gelao                                        | 1958      | 0,05 %  |
| Sonstige                                     | 3526      | 0,09 %  |